# 阿速坡省
阿速坡省是老挝东南部的一个省。

## 行政区划
- 赛塞塔县（塞色塔、ເມືອງໄຊສະຖານ）
- 萨马基塞县（阿速坡，ເມືອງສະໝັກຄີໄຊ）
- 萨南赛县（萨拉姆塞、ເມືອງສະໜາມໄຊ）
- 桑赛县（ເມືອງສານໄຊ）
- 普冯县（ເມືອງພູວົງ）